# جورج همفريز
جورج همفريز (بالإنجليزية: George Humphreys)‏ (28 مارس 1845 ببرايتون في المملكة المتحدة - 18 ديسمبر 1894 في المملكة المتحدة) هو لاعب كريكت بريطاني (وحمل سابقاً جنسية المملكة المتحدة لبريطانيا العظمى وأيرلندا). لعب مع نادي مقاطعة ساسكس للكركيت ‏.

## وصلات خارجية
- جورج همفريز على موقع إي آس بي آن كريك إنفو (الإنجليزية)